# Scott McGrory
Scott Anthony McGrory (Walwa, 22 de diciembre de 1969) es un deportista australiano que compitió en ciclismo en las modalidades de pista, especialista en las pruebas de persecución y madison, y ruta.
Participó en dos Juegos Olímpicos de Verano, obteniendo en cada edición una medalla, oro en Sídney 2000 en la prueba de madison (haciendo pareja con Brett Aitken) y bronce en Seúl 1988 en persecución por equipos (junto con Brett Dutton, Wayne McCarney, Stephen McGlede y Dean Woods).
Ganó una medalla de plata en el Campeonato Mundial de Ciclismo en Pista de 1996, en la prueba de madison.
En 2001 fue condecorado con la Medalla de la Orden de Australia (OAM).

## Medallero internacional
| Juegos Olímpicos   | Juegos Olímpicos         | Juegos Olímpicos  | Juegos Olímpicos        |
| Año                | Lugar                    | Medalla           | Competición             |
| ------------------ | ------------------------ | ----------------- | ----------------------- |
| 1988               | Seúl (Corea del Sur)     | Medalla de bronce | Persecución por equipos |
| 2000               | Sídney (Australia)       | Medalla de oro    | Madison                 |
| Campeonato Mundial |                          |                   |                         |
| Año                | Lugar                    | Medalla           | Competición             |
| 1996               | Mánchester (Reino Unido) | Medalla de plata  | Madison                 |

## Palmarés

### Ruta
1994
- 1 etapa del Herald Sun Tour

1995
- 1 etapa del Tour de Tasmania
- 1 etapa del Herald Sun Tour

1997
- 1 etapa del Herald Sun Tour

1999
- 1 etapa de la Vuelta a Baviera

### Pista
- 1988

 Medalla de bronce en los Juegos Olímpicos de Seúl en Persecución por equipos (con Dean Woods, Brett Dutton, Wayne McCarny y Stephen McGlede)
- 1992

1.º en los Seis días de Numea (con Michel Dubreuil)
- 1999

1.º en los Seis días de Gante (con Jimmi Madsen)
- 2000

 Medalla de oro los Juegos Olímpicos de Sídney en Madison (con Brett Aitken)
- 2001

1.º en los Seis días de Gante (con Matthew Gilmore)
1.º en los Seis días de Aguascalientes (con Matthew Gilmore)
1.º en los Seis días de Ámsterdam (con Matthew Gilmore)
1.º en los Seis días de Bremen (con Matthew Gilmore)
1.º en los Seis días de Zúrich (con Matthew Gilmore i Daniel Schnider)
- 2002

1.º en los Seis días de Múnich (con Matthew Gilmore)
1.º en los Seis días de Copenhague (con Matthew Gilmore)
1.º en los Seis días de Fiorenzuola d'Arda (con Matthew Gilmore)
- 2003

1.º en los Seis días de Stuttgart (con Matthew Gilmore)
1.º en los Seis días de Turín (con Tony Gibb)
- 2004

1.º en los Seis días de Múnich (con Matthew Gilmore)
1.º en los Seis días de Dortmund (con Rolf Aldag)